# Dothiorella gregaria
Dothiorella gregaria là một loài Ascomycetes trong họ Botryosphaeriaceae. Loài này được Sacc. miêu tả khoa học đầu tiên năm 1881.
Đây là loài gây hại của các cây trong chi Populus, phát triển phổ biến ở Trung Quốc.